# 페블과 펭귄
《페블과 펭귄》(The Pebble and the Penguin)는 1995년 미국 애니메이션 영화이다 남극의 아델리펭귄을 배경으로 한다.

## 출연

### 주연
- 샤니 월리스
- S. 스콧 블록
- 마틴 숏
- 애니 골든
- 팻 뮤직
- 안젤린 볼
- 켄들 커닝햄
- 팀 커리
- 닐 로스
- 필립 L. 클락
- B.J. 워드
- 해밀턴 캠프
- 윌 라이언
- 스탠 존스
- 제임스 벨루시